# Huracán (mitología)
En la mitología maya, Huracán (del quiché: Jun Raqan ‘una [sola] pierna’‘jun, uno; raqan, pierna’) fue el dios del fuego, viento y de las tormentas. También es llamado como corazón del cielo. 
Es representado como un ser con cola de serpiente y también de aspecto reptiloide, porta un objeto humeante (posiblemente una antorcha) y una gran corona. Con su única pierna, recorría distancias enormes en poco tiempo. También es descrito caminando de cabeza, con sus manos. De su nombre proviene la palabra huracán que designa al fenómeno meteorológico.
Según la mitología, fue uno de los dioses que participó en la creación del hombre a partir del maíz. Huracán había enviado El Gran Diluvio maya, un diluvio universal, enviado para destruir a los hombres de madera que habían enfurecido a los dioses. Él había vivido en las nubes sobre la inundada Tierra mientras la repetía empujando el agua hasta las costas originales.